# Kings Cross (Sydney)
Pour les articles homonymes, voir Kings Cross.
 (janvier 2022).
Si vous disposez d'ouvrages ou d'articles de référence ou si vous connaissez des sites web de qualité traitant du thème abordé ici, merci de compléter l'article en donnant les références utiles à sa vérifiabilité et en les liant à la section « Notes et références ».
 (janvier 2022).
Améliorez-le ou discutez des points à vérifier. 
Kings Cross est une localité de Sydney, dans l'état de Nouvelle-Galles du Sud, en Australie. C'est un des lieux les plus denses d'Australie, avec 20 018 habitants concentrés dans une zone d'1,4 km2.
Parmi les personnalités liées à Kings Cross, on compte de nombreux artistes et écrivains[réf. nécessaire] de la bohème de Sydney, notamment Kenneth Slessor[réf. nécessaire], Christopher Brennan[réf. nécessaire], Hal Porter, George Sprod[réf. nécessaire], Mary Gilmore[réf. nécessaire], Peter Finch[réf. nécessaire], Chips Rafferty et Sir Willam Dobell[réf. nécessaire]. L'endroit est aussi célèbre pour le trafic d'alcool et l'importance du crime organisé[réf. nécessaire], avec les rivales Tilly Devine et Kate Leigh[réf. nécessaire], pendant la première moitié du XXe siècle puis, à partir des années 1960, le parrain Abe Saffron[réf. nécessaire] (surnommé The boss of the cross), que l'on pense lié à la disparition de Juanita Nielsen, qui luttait contre un projet immobilier à Kings Cross[réf. nécessaire].

## Culture

### Événements et célébrations
Le Kings Cross Food and Wine Festival est un événement annuel local organisé à l'automne par le Potts Point Partnership, un groupe d'action commerciale.